# Sinh lý học thần kinh
Sinh lý học thần kinh là một phân ngành khoa học của sinh lý học, có vai trò nghiên cứu các chức năng của hệ thần kinh trung ương. Nó liên quan chặt chẽ với sinh học thần kinh, tâm lý học, thần kinh học, sinh lý học thần kinh lâm sàng, điện sinh lý học, hoạt động thần kinh cấp cao, giải phẫu học thần kinh, khoa học nhận thức và các chuyên ngành khoa học về não khác.
Trong tâm lý học, sinh lý học thần kinh là cơ sở tự nhiên của các hiện tượng tâm lý người. Cấu tạo và chức năng của các phân tích quan là một phần tương đối quan trọng trong việc tìm hiểu cơ sở vật chất của các hiện tượng tâm lý, cụ thể là quá trình nhận thức cảm tính bao gồm 2 quá trình: cảm giác và tri giác.